# Fie Udby Erichsen
Fie Udby Erichsen (født 23. april 1985 i Hobro) er en dansk eliteroer, der deltog i singlesculler ved OL i London 2012, hvor hun vandt sølvmedalje. Hun har gennem mange år været aktiv i Hobro Roklub.
Fie Udby Erichsen begyndte at ro som elleveårig i 1996, hvor hun så guldfireren vinde sin første OL-guldmedalje, og stiller op for Roforeningen Kvik. Hun debuterede på landsholdet i 2005, og hendes bedste internationale resultater var inden OL 2012 en tredjeplads ved EM i 2011 samt en fjerdeplads ved VM i 2008.
Hun skaffede Danmark en plads i feltet ved OL 2012 ved at blive nummer to ved et udtagelsesstævne i Luzern i maj 2012, og hun blev senere officielt udtaget til legene.
Ved legene skabte hun en af de store danske overraskelser, da hun vandt sølvmedaljen. For at opnå dette resultat blev hun først nummer to i sit indledende heat med tiden 7:29,37. I kvartfinalen vandt hun sit heat i tiden 7:38,93, mens hun ligeledes vandt semifinalen, hvor tiden blev 7:44,33. I finalen var der ikke for alvor spænding om, hvem der skulle vinde, idet tjekken Miroslava Knapkova blev en sikker etter med tiden 7:54,37, mens Erichsen med tiden 7:57,72 akkurat holdt australieren Kim Crow med 7:58,04 efter sig.